# Durutovići
Durutovići (cyr. Дурутовићи) – wieś w Czarnogórze, w gminie Pljevlja. W 2011 roku liczyła 53 mieszkańców.